# Escape room
Un escape room este un joc de aventură în care jucătorii sunt blocați într-o cameră și trebuie să utilizeze elemente ale camerei pentru a rezolva o serie de puzzle-uri și să evadeze sau să îndeplinească o misiune într-un termen stabilit. Jocurile sunt versiuni fizice ale jocurilor video "Escape Rooms". Jocurile sunt stabilite într-o varietate de locații fictive, cum ar fi celule de închisoare, temnițe, templem, birouri, stații spațiale, etc. și sunt populare ca exerciții de team building.
Cea mai veche cameră se pare că a fost creată în 2006 deși informațiile nu sunt foarte exacte pe acest subiect, Escape Rooms a devenit popular în Statele Unite ale Americii, Japonia, Taiwan, Canada, Israel și China continentală în anii 2010. Primii operatori de escape rooms în locații permanente au fost deschise pentru prima dată în Asia și mai târziu a urmat în America de Nord, Europa, Australia, Noua Zeelandă, Rusia și America de Sud.